# U-530 (1942)
El U-530 fue un submarino alemán de Tipo IX rendido por su propia tripulación el 10  de julio de 1945 en el 
puerto de Mar del Plata, Argentina, dos meses después del fin de la Segunda Guerra Mundial en Europa.

## El Submarino

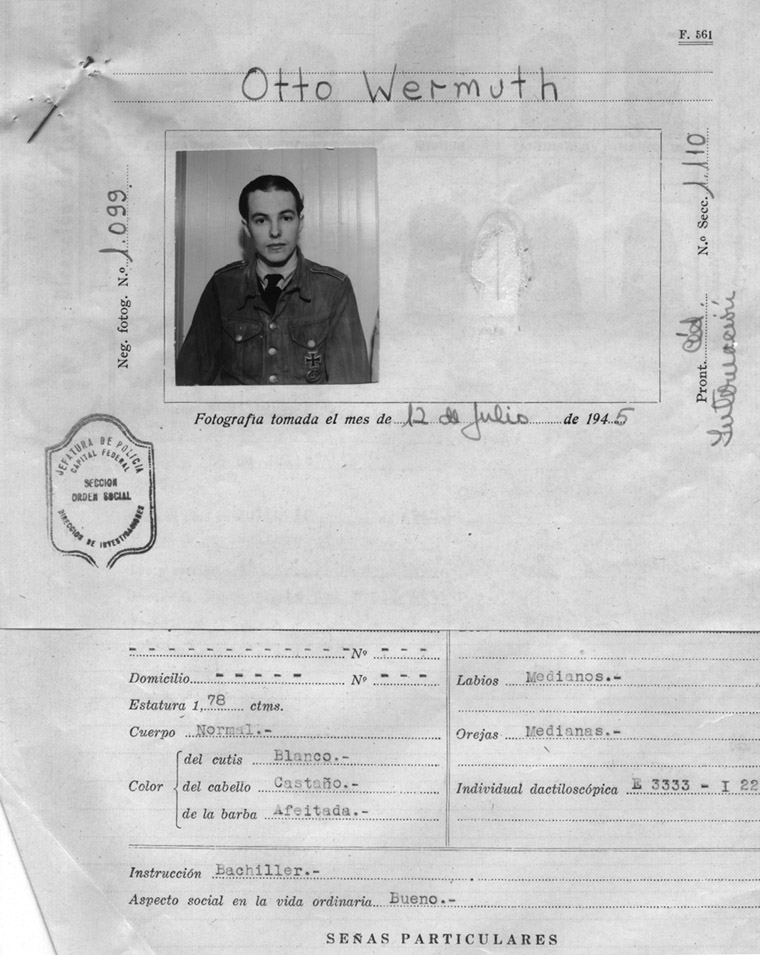
El joven Capitán Otto Wermuth

El U-530 fue botado en julio de 1942 en los astilleros “Deutsche Werft” y entró en servicio tres meses más tarde. 
Era un submarino de la clase IX C/40, su eslora era de setenta y siete metros de largo y su manga de siete metros, con capacidad de transportar 44 tripulantes.
Con un desplazamiento de 1144/1247 t, tenía una autonomía de 11.400 km pudiendo desarrollar una velocidad de superficie de 17 nudos y en inmersión de 7 nudos. Poseía 6 tubos lanzatorpedos, con 21 torpedos a bordo.
Su primer capitán fue Kurt Lange, un veterano de 40 años. 
Bajo su mando, el historial de servicio del submarino no había sido destacable y el U-530 tenía fama de “submarino con suerte”, había completado un total de 5 patrullas, hundiendo 2 buques (12. 063 t) y 1 dañado.
En enero de 1945, Lange consigue un destino en tierra, haciéndose cargo de la nave el que hasta ese momento fuera su primer oficial, Otto Wermuth, un teniente de navío de 24 años. 
Wermuth se desempeñaba como submarinista desde principios de 1941, comandando por un breve periodo el U-853.

## La travesía
El 19 de febrero, el U-530 zarpó desde Kiel hacia la costa este de los Estados Unidos, para operar en las inmediaciones de Nueva York junto a una veintena de U-bootes. 
Según el relato de los marineros, el joven capitán permitía a su tripulación observar por el periscopio al hallarse la nave muy cerca de la costa, pudiendo observar las luces de Nueva York y observar nítidamente autos, trenes y hasta los zeppelines encargados de la vigilancia aérea de la costa.
La última comunicación del submarino con su base fue efectuada el 24 de abril de 1945, su cercanía con la costa impedía una nueva comunicación, al correr el riesgo de ser detectados. 
Recién el 12 de mayo la nave se adentró en el mar para poder comunicarse con Kiel, y Wermuth se enteró en ese momento de la finalización de la guerra y de la orden de entregarse.
Prácticamente sin posibilidad de regresar a una Alemania ocupada, el capitán sugirió la posibilidad de entregarse en España o en Argentina, explicándole a su tripulación como era la vida en esos dos países. Finalmente, por mayoría se decidió emprender el rumbo hacia Argentina.
Desde aquí nada se sabe sobre el U-530 hasta su rendición, ya que antes de llegar a Mar del Plata, la tripulación arrojó al mar la bitácora, las cartas de navegación, los torpedos, el cañón de cubierta, y todos los aparatos y sistemas considerados «secretos».

## La rendición
La mañana del 10 de julio había amanecido nublada y muy fría en Mar del Plata, entre las escolleras del puerto todo parecía normal hasta las 07:30. A esa hora el personal de vigilancia advirtió unas señales luminosas que venían desde mar adentro a unos 5 km de la costa. 
El capitán de corbeta Ramón Sayús, a cargo de la guarnición, fue despertado de urgencia y conducido hasta el puesto de observación. Momentos más tarde, cuando descifró el mensaje que las luces transmitían, casi no creyó lo que estaba viendo, alguien desde alta mar se estaba identificando como «submarino alemán». Luego de 15  
minutos, el capitán Sayus y el comandante alemán empezarían a intercambiar mensajes. 
El oficial alemán se identificó como Otto Wermuth y le dijo que su intención era rendir el submarino ante autoridades argentinas. Después de aclarados los términos de la rendición, dio su autorización para que el submarino avanzara navegando en superficie y atracara amurado al guardacostas, junto a la escollera del puerto. 
Las maniobras de amarre fueron tensamente vigiladas desde tierra, y una vez concluidas, los marinos argentinos vieron como Wermuth luciendo su uniforme de gala y sus condecoraciones, hacía formar en cubierta a sus hombres, esperando la partida de abordaje que tomaría control del submarino.
A las pocas horas de la llegada del U-Boot, Wermuth y las autoridades argentinas firmarían el acta de rendición en regla, izándose a continuación la bandera Argentina en el puente. 
Con este acto concluyó oficialmente la vida bélica del sumergible alemán, que en su larga travesía había establecido un récord de larga distancia para este tipo de naves, además del de navegación con esnórquel.

## El hundimiento delBahía
La llegada del U-530 desató una tormenta de sospechas en torno al sumergible y su tripulación, sobre todo debido a que unos días antes de la rendición del U-Boot, el 4 de julio, una explosión había hundido al crucero brasileño Bahía, causando la muerte de 336 de sus tripulantes, entre ellos 4 estadounidenses.
La prensa brasileña se mostró agresiva hacia el U-530, no vacilando en marcar al sumergible como el responsable de la tragedia del Bahía, recordando que 31 mercantes de Brasil fueron hundidos durante la guerra por naves alemanas. 
Incluso el jefe del Distrito Naval de Río de Janeiro, Almirante Dodswort Martins, al que pertenecía el Bahía, declaró que según sus cálculos de navegación, el U-530 podría haber estado en el lugar del hundimiento. Declaró que era inadmisible que el Bahía se hubiera hundido por la explosión espontánea de su santabárbara como aseguraban algunas de las hipótesis. 
Las arriesgadas afirmaciones del Almirante fueron contestadas por el dictamen oficial de la comisión investigadora del caso: el Bahía fue destruido por la explosión del pañol de municiones debido al impacto de uno de sus propios proyectiles antiaéreos durante una práctica de tiro.

## Sospechas
Dadas las circunstancias del caso, las primeras preguntas que se formularon a la tripulación del U-530 eran por demás inevitables: ¿estuvo a bordo del U-boot algún dirigente del Tercer Reich o el mismo Adolf Hitler? 
Las rotundas negativas de los marinos alemanes a tal sospecha la respaldaron con el argumento de que el fin de la guerra los había sorprendido en alta mar y que entonces habían decidido rendirse en Argentina para evitar el duro cautiverio que les sería infringido por los vencedores.
Las declaraciones de los marinos eran complementadas con minuciosas pericias técnicas hechas a bordo de la nave.
La prensa internacional dedicó amplios comentarios respecto del U-530, deslizando hipótesis sobre altos dirigentes del Reich ocultos en la nave, que fueron desembarcados antes de la rendición en las costas de la provincia de Buenos Aires, y otras hipótesis que resultaban verdaderas historias de ciencia ficción. 
Un diario soviético consideró que «seria interesante saber quien viajaba oculto» en dicho sumergible y también sobre «quién podría haber abastecido a la nave con alimentos y combustible durante los últimos dos meses».
Una semana más tarde de la rendición del submarino en Mar del Plata, un almirante alemán, Eberhard Godt, exjefe da la base de Kiel y superior del propio Wemuth, añadiría más polémica al tema al decir que el U-530 había partido de su base el 3 de marzo, y no el 19 de febrero como habían afirmado los interrogados, con destino a un puerto noruego. 
La versión fue corroborada por otro alto oficial, excomandante de un crucero que se encontraba en el puerto al momento de la zarpada, y se sumaba la opinión del capitán Kurt Lange, quien había comandado el submarino hasta mediados de 1944.
Los tres oficiales consideraban improbable la hipótesis de un escape de Hitler en dicho submarino a la lejana Patagonia, y el capitán Lange llegaría a poner en tela de juicio el hecho de que el buque que él había comandado y el que se había rendido en la Argentina fueran el mismo. 
En sus declaraciones decía que el U-530 era un sumergible «de poca suerte». Su proa había sido destrozada por un buque tanque estadounidense en la Navidad de 1943, cuando fueron atacados frente a las costa orientales del Canal de Panamá. Decía ser muy afortunado de regresar a su base entonces y como se trataba de un submarino viejo y gastado, consideró extraordinario que haya podido llegar hasta la costa argentina.
Finalmente, ninguna de estas hipótesis se pudo comprobar, y oficialmente se tomó como cierta las declaraciones de los tripulantes, debido a la cantidad de interrogatorios a los que fueron sometidos, tanto por los argentinos como por parte de los aliados y de las numerosas pericias técnicas realizadas al sumergible.

### Una balsa perdida
El investigador argentino Julio B. Mutti logró conectar la falta de la balsa principal del U-530 con una investigación llevaba a cabo por la policía bonaerense la semana anterior a la rendición del U-530. Los representantes estadounidenses habían reportado a Washington la falta de este elemento del sumergible, pero no estaban al tanto de que los argentinos habían hallado dicha balsa de goma, o una similar, las playas de Mar del Sud, cercanas de la localidad de Miramar.

## El fin del U-530
Luego de la rendición, la tripulación del U-530 sería internada en la Argentina, y el submarino sería entregado a los representantes de la Armada de EE. UU. en Buenos Aires. Terminaría sus días como sumergible experimental y sería hundido como blanco naval por un torpedo del sumergible USS Toro (SS-422) en unos ejercicios el 28 de noviembre de 1947, al noreste de Cape Cod.